# Pokolenie (film)
Pokolenie – polski film wojenny z 1954 w reżyserii Andrzeja Wajdy, zrealizowany według scenariusza Bohdana Czeszki na podstawie powieści tego autora. Akcja filmu dzieje się w czasie II wojny światowej i koncentruje się na losach młodego Stacha (Tadeusz Łomnicki), który dołącza do lewicowego ruchu oporu w Warszawie.  Film ukazuje nie tylko walkę z okupantem, ale również osobiste dramaty bohaterów oraz próby pomocy powstańcom w getcie warszawskim, które kończą się tragicznie. Ostatecznie Stach, po wielu stratach, przejmuje dowództwo nad resztkami plutonu i kontynuuje walkę. 
Realizacja filmu odbywała się pod opieką Aleksandra Forda, a scenariusz początkowo nosił tytuł Staż kandydacki. Wajda wprowadził spore zmiany, by uniknąć nadmiernej propagandy, dodając m.in. postać Jana Kronego (Tadeusz Janczar) i dbając o autentyczność przekazu. Pokolenie kręcono w plenerach robotniczych przedmieść. Muzykę do filmu skomponował Andrzej Markowski. Film miał premierę w 1955 roku. 
Pokolenie spotkało się z aprobatą komunistycznej prasy, ale widownia kinowa nie była nim szczególnie zainteresowana. Po przełomie październikowym film zyskał uznanie za granicą, choć coraz częściej zarzucano mu fałszowanie historii na korzyść komunistów, ponieważ wyolbrzymiał rolę Związku Walki Młodych oraz Armii Ludowej, a członków Armii Krajowej przedstawiał jako kolaborantów. Współcześnie Pokolenie analizowane jest zarówno pod kątem ideologicznym, jak i estetycznym – uznaje się je za zwiastun polskiej szkoły filmowej, choć widać w nim jeszcze wpływy socrealizmu. 

## Fabuła
Akcja filmu toczy się podczas II wojny światowej. Głównym bohaterem filmowego Pokolenia jest młodzieniec Stach Mazur, który wraz ze swoimi kolegami, Kostkiem i Zyziem, prowadzi beztroskie życie, mimo że trwa wojna. Pewnego razu, gdy cała trójka kradnie węgiel z przejeżdżających przez Warszawę niemieckich transportów kolejowych, Zyzio zostaje zastrzelony przez niemieckiego wartownika, natomiast Kostek wyskakuje z pociągu i znika Stachowi z oczu. 
Próbując odnaleźć Kostka, Stach natrafia pod mostem na pijaka, który prowadzi go do baru. Tam Stach zostaje zapoznany ze stolarzem Sekułą, który załatwia mu pracę w stolarni kolaborujących z Niemcami przedsiębiorców, Waldemara i Ryszarda Bergów, gdzie działa komórka Armii Krajowej. Terminując w zakładzie, Stach zaprzyjaźnia się z innym młodzieńcem bez doświadczenia zawodowego, Jasiem Kronem. Sekuła wtajemnicza Stacha w działalność komunistycznej Gwardii Ludowej, wyjaśnia mu istotę kapitalistycznego wyzysku i mobilizuje do nauki. W trakcie potajemnej nauki Stach poznaje Dorotę, aktywistkę Związku Walki Młodych. Pod jej wpływem kradnie pistolet z warsztatu, przygotowując się do przyszłej walki konspiracyjnej. Gdy dowiaduje się, że Dorota jest oficerem Gwardii Ludowej, oboje zbliżają się do siebie.
Złożywszy przysięgę, Stach przystępuje do służby w komunistycznej organizacji. Jego gniew przeciw Niemcom wzrasta po niesłusznym oskarżeniu o kradzież drewna i brutalnym pobiciu. Chłopak postanawia wraz z przyjaciółmi – Jasiem, Jackiem oraz Mundkiem – naruszyć zasady konspiracji i dokonać samosądu. Wyrok na niemieckim oficerze wykonuje Jasio, po czym grupa ulega rozproszeniu, by uniknąć niemieckiego odwetu. Dorota potępia lekkomyślne zachowanie grupy Stacha, a Sekuła zleca mu wsparcie powstańców w getcie warszawskim. Krone, mimo wątpliwości, dołącza do oddziału, mając w pamięci wstyd, który przeżył po odmowie ukrycia swojego zbiegłego żydowskiego sąsiada Abrama. Próba zdobycia wozu bojowego przy murach i dotarcia do powstańców kończy się jednak niepowodzeniem. Jasio odłącza się od grupy i skrywa się w budynku, z którego nie ma ucieczki. Osaczony przez Niemców, Krone popełnia samobójstwo, zeskakując ze schodów na najwyższym piętrze.
Tymczasem Stach znajduje schronienie u Doroty, która wyjawia mu swoje prawdziwe imię – Ewa. Następnego dnia, kiedy Stach przychodzi ponownie się z nią spotkać, zostaje ostrzeżony przez dozorcę, że pod mieszkanie Doroty przyjechali agenci Gestapo. Dorota spostrzega Stacha z oddali, po czym wsiada wraz z gestapowcami do samochodu. Stach, załamany po utracie miłości swojego życia, decyduje się mimo wszystko kontynuować walkę z okupantem i przejąć dowództwo nad resztkami plutonu.

## Obsada
Źródło: Filmpolski.pl

- Tadeusz Łomnicki − Stach Mazur ps. „Bartek”, bojownik ZWM
- Urszula Modrzyńska − Ewa ps. „Dorota”, dowódca plutonu ZWM
- Tadeusz Janczar − czeladnik Jasio Krone, bojownik ZWM
- Ryszard Kotys − Jacek, bojownik ZWM
- Janusz Paluszkiewicz − robotnik Sekuła, bojownik GL
- Roman Polański − Mundek, bojownik ZWM
- Zofia Czerwińska − barmanka Lola
- Zbigniew Cybulski − Kostek
- Zygmunt Hobot − Żyd Abram
- Bronisław Kassowski − Waldemar Berg, właściciel stolarni
- Jerzy Krasowski − Władek, major AK
- Ludwik Benoit − Grzesio
- Hanna Skarżanka − Antoniowa, matka Stacha
- Zygmunt Zintel − majster Ziarno, plutonowy AK
- Stanisław Milski − dozorca Krone, ojciec Jasia
- Janusz Ściwiarski − Ryszard Berg, kierownik stolarni
- Ryszard Ber − Zyzio Kościelniak
- August Kowalczyk − ksiądz
- Tadeusz Fijewski − niemiecki wartownik w tartaku
- Kazimierz Wichniarz − oficer niemiecki
- Cezary Julski − woźnica
- Wiesław Gołas − żandarm niemiecki

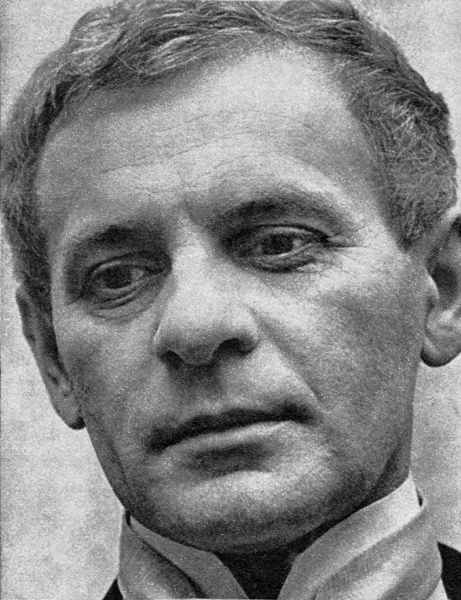
Tadeusz Łomnicki
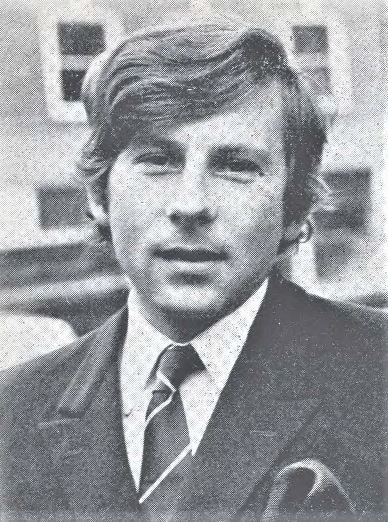
Roman Polański
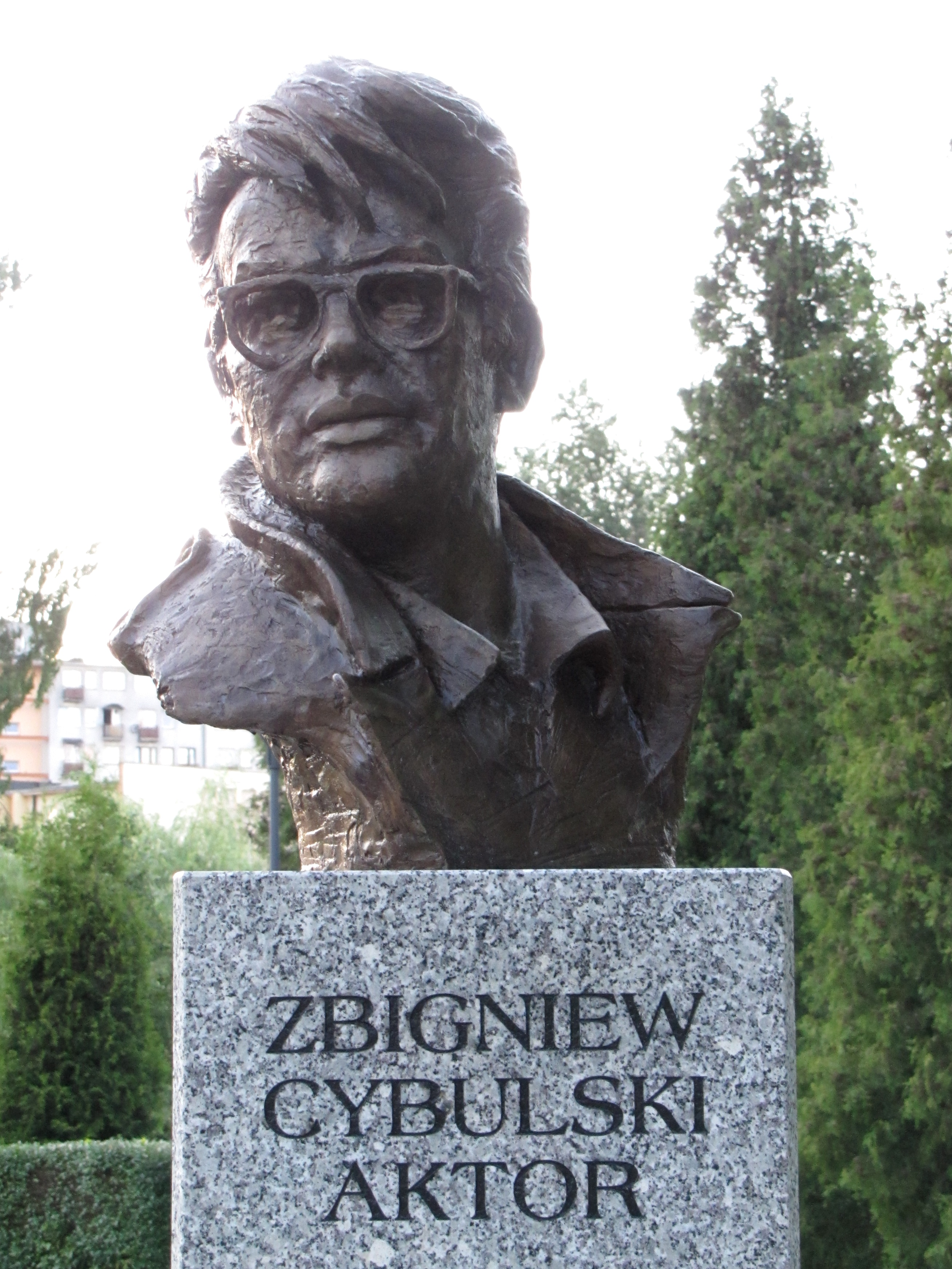
Zbigniew Cybulski

## Produkcja

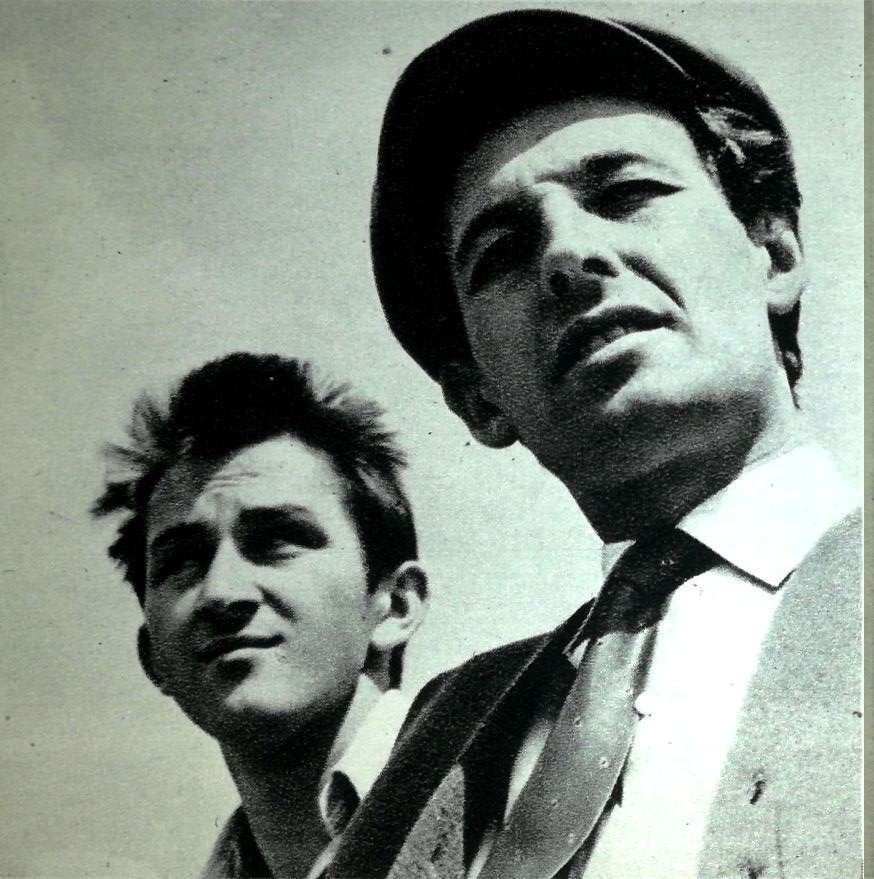
II reżyser Kazimierz Kutz i reżyser Andrzej Wajda

Pokolenie jest adaptacją powieści Bohdana Czeszki pod tym samym tytułem, która reprezentowała poetykę socrealizmu. Pierwotnie produkcję filmu na podstawie powieści miano powierzyć Aleksandrowi Fordowi, jednak ten nie zamierzał go realizować. Ford powierzył zadanie realizacji Pokolenia swojemu asystentowi, Andrzejowi Wajdzie, dając mu pierwszą szansę na realizację własnego filmu pełnometrażowego. Wajda miał wówczas za sobą reżyserię dwóch nieudanych etiud: Złego chłopca oraz Ceramiki iłżeckiej, a nakręcenie Pokolenia miało mu pomóc w zdobyciu dyplomu Państwowej Wyższej Szkoły Filmowej w Łodzi. Sam Ford miał nadzorować projekt jako szef artystyczny.
Pierwotna wersja scenariusza, przygotowana przez Czeszkę, nosiła tytuł Staż kandydacki. Tytuł ten pisarz wybrał nieprzypadkowo, gdyż zamierzał zasugerować młodzieży – potencjalnej widowni filmowej – że „przystąpienie do partii komunistycznej jest sprawą bardzo poważną”. Janina Falkowska w biografii reżysera jednak zaznacza, że scenariusz Czeszki nie różniłby się od typowych filmów socrealistycznych, które w momencie produkcji reprezentowały jedyną obowiązującą poetykę. Wajda chciał uniknąć stosowania natrętnej propagandy charakterystycznej dla tego okresu, toteż dokonał pewnych zmian w scenariuszu. Przywróciwszy pierwotny tytuł powieści, wprowadził do filmu postać Jana Kronego, który w odróżnieniu od Stacha oraz Doroty jest bohaterem niejednoznacznym i wątpi w słuszność swych poczynań. Ponadto swojemu pierwszemu operatorowi, Jerzemu Lipmanowi, Wajda zasugerował, aby ten robił zdjęcia do filmu w trakcie niepogody. Celem reżysera była imitacja poetyki włoskiego neorealizmu, który miał nadać sztywnemu propagandowo filmowi walor autentyczności. Marcin Maron, charakteryzując poetykę zdjęć wypracowaną w Pokoleniu przez Lipmana oraz drugiego operatora, Stefana Matyjaszkiewicza, zwraca uwagę na „odpowiednio dobrany plener (na przykład robotniczych przedmieść), wykorzystywanie wnętrz naturalnych, dokładne odwzorowanie przestrzeni i wieloplanową, starannie zakomponowaną inscenizację [...], komponowanie ruchu wewnątrzkadrowego”. Częściowo na przyjętą poetykę nałożył się również brak doświadczenia filmowego: w trakcie kręcenia sceny postrzelenia Jasia przez Niemców asystent reżysera, Kazimierz Kutz, chałupniczo skonstruował urządzenie umożliwiające zastosowanie efektu wytryśnięcia krwi z ręki Tadeusza Janczara.
Poetyka neorealizmu miała znaleźć odzwierciedlenie również w obsadzie. Nie mając do dyspozycji aktorów niezawodowych (poza kolegą z łódzkiej szkoły filmowej, Romanem Polańskim), Wajda zaufał rówieśnikom ze szkół aktorskich. W głównych rolach męskich obsadzeni zostali Tadeusz Łomnicki oraz Tadeusz Janczar, w głównej żeńskiej – Urszula Modrzyńska, natomiast epizodyczną rolę odegrał Zbigniew Cybulski. Oryginalna jak na polskie warunki była również muzyka. Reżyser zlecił skomponowanie ścieżki dźwiękowej Andrzejowi Markowskiemu; jego muzyka miała być „ironiczna w stosunku do akcji filmu”, a stylem przypominać utwory Igora Strawinskiego.
Skompletowana ekipa filmowa rozpoczęła zdjęcia do Pokolenia w marcu 1954 roku; dekoracje do filmu powstały na Ochocie, wśród biedoty miejskiej. Zakończywszy zdjęcia, Wajda musiał zmierzyć się z miażdżącą dla filmu kolaudacją. Biuro Polityczne KC PZPR opóźniało czas premiery filmu, a na polecenie samego Forda wycięto sporo scen o wątpliwej wymowie ideologicznej (między innymi scenę bójki pomiędzy Stachem a Kostkiem). O ostatecznym wprowadzeniu Pokolenia na ekrany miała zadecydować dopiero osobista interwencja Wandy Wasilewskiej, która żywiła sympatię do Czeszki. Ostatecznie, pomimo licznych uwag ze strony decydentów, film wszedł na ekrany w styczniu 1955 roku.

## Odbiór
Gdy Pokolenie zjawiło się na ekranach kin, w komunistycznej prasie polskiej spotkało się z bardzo pozytywnym odbiorem. Wilhelm Mach nazwał go „filmem skromnym, nawet wstydliwym w przedstawianiu gorzkich zwycięstw walczącego pokolenia”, który „o bohaterstwie mówi bez wzniosłości i pychy, [...] nie wykuwa bojownikom granitowych posągów” („Przegląd Kulturalny”, 3 lutego 1955). Zdaniem Stanisława Grzeleckiego „Pokolenie dowodzi rzetelnego talentu twórców. Posiada wybitne wartości artystyczne, świadczy tak o wrażliwości, wyobraźni, przejęciu się sprawą jak i o wiedzy i opanowaniu rzemiosła u scenarzysty, reżysera, operatora i kompozytora”.
Mimo pozytywnego odbioru wśród krytyków i komentatorów życia filmowego, widownia kinowa przyjęła Pokolenie z relatywnie niewielkim zainteresowaniem – film zobaczyło około dwóch milionów widzów (przy czym średnia widownia filmu polskiego z lat 1950–1955 to 2,6 miliona widzów). Mimo to główni twórcy filmu (Wajda, Lipman, Janczar i Łomnicki) zostali  uhonorowani Nagrodą Państwową.
Gdy po przełomie październikowym 1956 roku film Wajdy został pokazany na festiwalu w Cannes, również za granicą zebrał pozytywne opinie recenzentów. Jerzy Płażewski na łamach „Cahiers du cinéma” pisał, iż Wajda „[z] konfliktów politycznych uczynił sprawę głęboko ludzką i zrozumiałą”. W ten sposób reżyser dowiódł zdaniem recenzenta, iż „nawet w ramach tematów dopuszczonych przez oficjalną dydaktykę można pokazać pewne procesy, stosunki i tendencje w pełni ich prawdy psychologicznej dotąd zaniedbywanej”. Ado Kyrou z lewicowego pisma „Positif” stwierdził, że „od kiedy obejrzałem jego [Wajdy] Pokolenie, jesteśmy przyjaciółmi”. Podobnie entuzjastycznie wypowiadał się na łamach „Sight & Sound” Lindsay Anderson, doszukując się w Pokoleniu hołdu dla życia i budzącej się świadomości społecznej.
Odosobniony, ale reprezentatywny dla części społeczeństwa polskiego był jednak głos pisarza przebywającego na emigracji, Marka Hłaski. Hłasko zarzucił Wajdzie fałszowanie historii na korzyść komunistów, którzy „w czasie wojny [...] nie za wiele zdziałali, co stało się ich piętą achillesową”. Po latach, kiedy możliwe stało się swobodne punktowanie ideologicznych uwikłań Pokolenia, również Adam Michnik bardzo krytycznie odniósł się do filmu Wajdy, ironicznie zauważając, iż „Polak fabrykant współpracuje z AK i kolaboruje na potęgę z Niemcami. Armia Krajowa to jakieś paskudne typy, które wzbudzają odrazę [...]. Religia to opium dla mas, odwodzące od walki o wyzwolenie. Jedynymi sprawiedliwymi są naturalnie komuniści”. Zdaniem Michnika Pokolenie „nie różni się niczym od reszty produkcji artystycznej socrealizmu”.

## Analizy i interpretacje
Choć Pokolenie współcześnie jest utożsamiane z nurtem socrealistycznym i podatne na krytykę ideologiczną, nie były kwestionowane jego walory estetyczne. Barbara Mruklik, poświęcając twórczości Wajdy osobną książkę, dostrzegła w Pokoleniu zaczątek jego stylu autorskiego. Zdaniem Mruklik Pokolenie Wajdy wprowadziło do jego twórczości bohatera romantycznego (Jasia Krone), łączącego w sobie „tradycję romantyzmu XIX-wiecznego z egzystencjalizmem wieku XX”. Autorka zauważyła, iż specyfiką Wajdy jest budowanie kontrastów (na przykład poprzez zestawienie sceny pobicia Stacha przez Niemców z sekwencją jazdy końmi) oraz rozbudowanych metafor (zegar z „Murzynkiem”, którego wahadło coraz szybciej się rusza i intensyfikuje nastrój). Bronisława Stolarska porównała nawet przemianę duchową Jasia Krone (od bierności do czynnego oporu) z męczeństwem Chrystusowym.
Tadeusz Lubelski zwraca uwagę, iż każdy z twórców Pokolenia „zawarł w tym filmie jakiś fragment swojej wojennej biografii”. Przykładowo losy Stacha – pracownika warsztatu stolarskiego – pokrywały się z doświadczeniem samego Wajdy, który w trakcie niemieckiej okupacji pracował w różnych zakładach rzemieślniczych. Lipman z kolei, inscenizując pirotechnikę, podejmował takie samo ryzyko jak podczas wojny, kiedy podróżował po Europie w mundurze niemieckiego oficera. Natomiast Polański, wrzeszcząc histerycznie w jednej ze scen, przywoływał uczucie strachu z czasów pobytu w krakowskim getcie.
W krytycznej analizie historycznej Pokolenia Piotr Witek zauważa, iż reżyser starannie buduje motywację (ekonomiczną, polityczną, ideologiczną oraz emocjonalną) rządzącą Stachem, a filmowi dzięki autentycznym plenerom i scenografiom „udaje się stworzyć spójną, realistyczną i przekonującą wizję rzeczywistości”. Jednakże Pokolenie – jak zauważa Witek – jest przyćmione przez komunistyczną nowomowę i przyznaje jedyną słuszną rację lewicowemu dyskursowi. Efektem jest „dość schematyczny film o dydaktycznym przesłaniu”, w którym żołnierze Armii Krajowej, w odróżnieniu od Gwardii Ludowej, są przedstawieni jako kolaboranci i antysemici. 

Odmiennego zdania był historyk literatury Tomasz Żukowski, którego zdaniem Wajda przekonująco przedstawił socjologiczne motywacje głównych bohaterów: „Wajda opowiada z nienarodowej perspektywy. Bohaterowie Pokolenia pochodzą ze slumsów na robotniczej Woli. Są wykluczonymi sprzed 1939 roku”. Tych wykluczonych – jak twierdzi Żukowski – niewiele dzieliło od Żydów. Jaś Krone, który zaniechał pomocy żydowskiemu przyjacielowi Abramowi, mierzy się z wyrzutami sumienia rzutującymi na swój dalszy los. Także Sekuła wybiera pomoc „żydowskim towarzyszom”, w czym Żukowski dostrzega odkupieńczą, nieprzesadnie zideologizowaną próbę pojednania polsko-żydowskiego: 
Dystans dzielący Polaków i Żydów, a może polski i żydowski proletariat, trzeba dopiero pokonać i Sekuła próbuje to zrobić. Inaczej niż w Wielkim Tygodniu, zrealizowanym już w III RP, nie towarzyszy mu żaden zbrojny oddział. Jego samotność jest znacząca, idzie do walki jako komunista, ale w swoim wyborze pozostaje samotny. Nie staje się przedstawicielem partii ani żadnej innej grupy.
Niektórzy krytycy filmowi uznają Pokolenie za film zapoczątkowujący polską szkołę filmową, na co wpływ prawdopodobnie miała recenzja filmu autorstwa Antoniego Bohdziewicza, w której pojawiło się to pojęcie. Według innych ten utwór był jeszcze utrzymany w duchu socrealizmu, a za początek polskiej szkoły filmowej należy uznać dopiero pojawienie się innego filmu Wajdy, Kanału .